# Czarodziejka z Księżyca
Czarodziejka z Księżyca (jap. 美少女戦士セーラームーン Bishōjo senshi Sērā Mūn; pol. Piękna wojowniczka Sailor Moon; ang. Sailor Moon) – seria stworzona przez mangakę Naoko Takeuchi. Fred Patten przypisuje jej popularyzację idei zespołu magicznych dziewczyn, a Paul Gravett przypisuje serii „rewitalizację” samego gatunku magical girl. Czarodziejka z Księżyca przedefiniowała gatunek magical girl, jako że poprzednie bohaterki tego gatunku nie wykorzystywały swoich mocy do walki ze złem, a stało się to jednym ze standardowych archetypów tego gatunku.
Historia serii skupia się na odrodzeniu obrończyń królestwa, które kiedyś rozciągało się w Układzie Słonecznym, oraz przedstawia ich walkę z siłami zła. Głównymi postaciami są Sailor Senshi (jap. セーラー戦士) (nazywane w Polsce Czarodziejkami czy też wojowniczkami) – nastolatki, które mogą przekształcić się w bohaterki. Ich imiona pochodzą od Księżyca i nazw planet Układu Słonecznego. Użycie słowa „Sailor” pochodzi od stylu dziewczęcych mundurków szkolnych popularnych w Japonii, strój marynarski (jap. セーラー服 sērā-fuku; sailor fuku), na których Takeuchi wzorowała mundury wojowniczek. Elementy fantastyki w serii są mocno symboliczne, często oparte na mitologii.
Przed powstaniem mangi Czarodziejka z Księżyca, Takeuchi stworzyła mangę Hasło brzmi: Sailor V, której akcja koncentruje się wokół tylko jednej wojowniczki – Minako Aino. Autorka opracowała pomysł, gdy chciała stworzyć uroczą serię o dziewczętach w przestrzeni kosmicznej, a jej redaktor zasugerował, że powinna ubrać je w sailor fuku. Gdy zaproponowano stworzenie serii anime o Czarodziejce V, koncepcja została zmodyfikowana przez Takeuchi tak, aby Czarodziejka V stała się już tylko jedną z członkiń zespołu. Powstała manga połączyła elementy popularnego gatunku Magical Girl i Super Sentai, które Takeuchi podziwiała, czyniąc Czarodziejkę z Księżyca jedną z pierwszych serii łączących oba te gatunki.
Rezultatem mangi było powstanie spin-offów oraz innych rodzajów mediów, w tym bardzo popularne anime, jak i produkcje muzyczne, teatralne, gry wideo oraz seria tokusatsu (Live Action). Chociaż większość pojęć we wszystkich produkcjach pokrywa się, często występują znaczne różnice, a więc ciągłość między tymi formami pozostaje ograniczona.
Po raz pierwszy serial anime był emitowany w Polsce na antenie Polsatu i Polsat 2 w latach 90. Jego ponowna emisja nastąpiła 1 grudnia 2011 w TV4. Do 29 grudnia 2011 po jednym odcinku w dni powszednie. Od 30 grudnia 2011 po dwa odcinki w dni powszednie od 17:00. Od 20 stycznia do 22 czerwca 2012 roku serial był nadawany również na kanale TV6. Od 2 marca do 1 sierpnia 2013 roku kanał TV6 ponownie emitował pierwszą serię „Sailor Moon”.

## Opis fabuły
Tytułową i główną bohaterką Czarodziejki z Księżyca jest Usagi Tsukino, czternastoletnia dziewczyna z Tokio. Luna odkrywa tożsamość Usagi jako Czarodziejki z Księżyca – wojowniczki, której przeznaczeniem jest uratowanie Ziemi, a później także całej galaktyki. Usagi musi teraz znaleźć księżniczkę Serenity i ochronić Ziemię przed serią antagonistów, począwszy od Królestwa Ciemności, które pojawiło się już kiedyś, dawno temu, i zniszczyło Księżycowe Królestwo.
Kiedy mroczna władczyni zaatakowała królestwo, Królowa wysłała swoją córkę, jej strażniczki i doradców, a także jej prawdziwą miłość w przyszłość by mogli się odrodzić. W rezultacie Czarodziejka z Księżyca musi pomóc Lunie obudzić członków dworu Księżycowego Królestwa i ludzi przeznaczonych do jej ochrony. W miarę jak Usagi i Luna walczą ze złem w poszukiwaniu Księżycowej Księżniczki, spotykają one inne wojowniczki, wcielenia obrończyń księżniczki oraz tajemniczego Tuxedo Mask.
W miarę jak seria postępuje, Usagi i jej przyjaciółki dowiadują się więcej o napotykanych wrogach i siłach zła, które nimi kierują. Przeszłość bohaterów jest tajemnicza i ukryta nawet przed nimi samymi, z początku serii wiele poświęciło się odkrywaniu swoich prawdziwych tożsamości i przeszłości. Luna, która uczy i prowadzi wojowniczki, także nie wie wszystkiego o ich historii, a Sailor Senshi ostatecznie dowiadują się, że Usagi jest prawdziwą Księżniczka Serenity. Matka księżniczki sprawiła, że odrodziła się jako jedna z wojowniczek, aby ją chronić. Stopniowo Usagi odkrywa prawdę o swoim życiu w przeszłości, swojej prawdziwej miłości i możliwości dotyczących przyszłości Układu Słonecznego.
Fabuła obejmuje pięć głównych linii fabularnych (ang. story arc), każda z nich reprezentowana jest zarówno w mandze i anime, choć pod różnymi nazwami:
1. Dark Kingdom (Sailor Moon, Sailor Moon Crystal)
2. Black Moon (Sailor Moon R, Sailor Moon Crystal)
3. Infinity (jap. 無限 Mugen) (Sailor Moon S, Sailor Moon Crystal III)
4. Dream (jap. 夢 Yume) (Sailor Moon SuperS)
5. Stars (Sailor Stars)

W anime dodano dodatkowo niewielką linię fabularną na początku drugiej serii, a w serii Sailor Stars wykorzystano kilka pierwszych odcinków w celu zakończenia fabuły z poprzedniej serii. Mająca miejsce przed osią czasu mangi, siostrzana seria Hasło brzmi: Sailor V opowiada o Czarodziejce V, Minako Aino i opisuje jej przygody dziejące się na rok przed akcją z Czarodziejki z Księżyca. Wiele postaci z mangi Hasło brzmi: Sailor V powraca w nowej serii, w tym również sama Czarodziejka V (później pod nazwą Czarodziejka z Wenus). W musicalach dodano kilka dodatkowych wątków fabularnych, w tym rozszerzoną wersję części Stars, w tym przebudzenie dawnych złoczyńców, ożywienie Królestwa Ciemności, wycieczkę na Wyspę Kaguyi, grupę złoczyńców z Nibiru oraz serię Dracul.

## Główne postacie
Seria przedstawia całą gamę postaci. Początkowo głównymi bohaterami są tytułowa bohaterka Czarodziejka z Księżyca, jej miłość Tuxedo Mask oraz Sailor Senshi (Czarodziejki z Merkurego, Marsa, Jowisza i Wenus). Dołącza do nich później Chibiusa, córka Sailor Moon i Tuxedo Mask z przyszłości, oraz Czarodziejki Zewnętrznego Układu Słonecznego (Czarodziejki z Urana, Neptuna, Plutona i Saturna).
Każda większa linia fabularna mangi i jej adaptacja anime posiada inną grupę czarnych charakterów: Królestwo Ciemności (Dark Kingdom w mandze oraz w pierwszej serii anime), Klan Czarnego Księżyca (Black Moon w mandze i serii SM R), Bractwa Śmierci (Mugen/Infinity w mandze i serii SM S), Cyrk Martwego Księżyca (Yume/Dream w mandze i serii SM SuperS), a także Galaktyka Cieni (Stars w mandze i serii Sailor Stars). Pierwsze odcinki Sailor Moon R wprowadzają historię dodatkową, przedstawiającą Makaiju, dwoje kosmitów, którzy przybyli na Ziemię, aby znaleźć i zebrać energię dla kosmicznego drzewa. Pierwsze sześć odcinków Sailor Moon Sailor Stars ponownie ukazuje Królową Nehelenię z Cyrku Martwego Księżyca.
Wspierającymi i stale występującymi postaciami w serii są Luna, Artemis i Diana (trzy koty, które działają jako doradcy wojowniczek), rodziny i przyjaciele głównych bohaterek, Sailor Starlights i ich księżniczka Kakyū, a także m.in. tajemnicza ChibiChibi.

### Czarodziejki
Czarodziejki Wewnętrznego Układu Słonecznego (Inner Senshi):
- Usagi Tsukino (jap. 月野 うさぎ Tsukino Usagi) – Czarodziejka z Księżyca (Sailor Moon)
- Ami Mizuno (jap. 水野 亜美 Mizuno Ami) – Czarodziejka z Merkurego (Sailor Mercury)
- Rei Hino (jap. 火野 レイ Hino Rei) – Czarodziejka z Marsa (Sailor Mars)
- Makoto Kino (jap. 木野 まこと Kino Makoto) – Czarodziejka z Jowisza (Sailor Jupiter)
- Minako Aino (jap. 愛野 美奈子イ Aino Minako) – Czarodziejka z Wenus (Sailor Venus)
- Usagi „Chibiusa” Tsukino (jap. 月野 ちびうさ Tsukino Chibiusa) – Mała Czarodziejka (Sailor Chibi Moon)

Czarodziejki Zewnętrznego Układu Słonecznego (Outer Senshi):
- Haruka Tenō (jap. 天王 はるか Ten'ō Haruka) – Czarodziejka z Urana (Sailor Uranus)
- Michiru Kaiō (jap. 海王 みちる Kaiō Michiru) – Czarodziejka z Neptuna (Sailor Neptune)
- Setsuna Meiō (jap. 冥王 せつな Meiō Setsuna) – Czarodziejka z Plutona (Sailor Pluto)
- Hotaru Tomoe (jap. 土萠 ほたる Tomoe Hotaru) – Czarodziejka z Saturna (Sailor Saturn)

Gwiezdne Czarodziejki (Sailor Starlights):
- Seiya Kō (jap. 星矢 光 Seiya Kō) – Gwiezdna Czarodziejka Walki (Sailor Star Fighter)
- Taiki Kō (jap. 大気 光 Taiki Kō) – Gwiezdna Czarodziejka Ocalenia (Sailor Star Maker)
- Yaten Kō (jap. 夜天 光 Yaten Kō) – Gwiezdna Czarodziejka Swobody (Sailor Star Healer)

### Pozostałe postacie
- Ikuko Tsukino – matka Usagi, gospodyni domowa.
- Kenji Tsukino – ojciec Usagi, dziennikarz.
- Shingo Tsukino – jedenastoletni brat Usagi, uczeń piątej klasy szkoły podstawowej.
- Naru Ōsaka – szkolna koleżanka Usagi, zakochana w generale Nephrite; później jest dziewczyną Umino, aczkolwiek czasem zdarza się jej o tym zapominać i powzdychać do innych chłopaków.
- Umino Gurio – szkolny kolega Usagi; początkowo zakochany jest w głównej bohaterce, później spotyka się z Naru, ale na początku tego związku zdarza mu się jeszcze wodzić oczami za Usagi.
- Haruna Sakurada – wychowawczyni Usagi, nie może znaleźć męża i ma z tego powodu kompleksy.
- królowa Serenity – władczyni Księżycowego Królestwa i matka księżniczki Serenity. Ginie w wyniku wyczerpania całej swojej energii życiowej podczas walki z Metalią.
- Motoki Furuhata – przyjaciel Usagi z salonu gier Crown, pierwszy obiekt jej westchnień.
- Unazuki Furuhata – siostra Motokiego, pracuje w kawiarni Crown.
- dziadek Rei – kapłan świątynny, mimo swego wieku i powagi wykonywanego zajęcia uwielbia podrywać młode kobiety.
- Yūichirō Kumada – chłopak, który pomaga dziadkowi Rei w świątyni; zakochał się w jego wnuczce i postanowił zostać w Hikawa Jinja by być blisko niej. Na jego nieszczęście dziewczyna nie odwzajemnia jego uczuć, choć raz, w gwałtownym przypływie emocji, pocałowała go. Bywa chorobliwie zazdrosny o Rei, gdy w jej pobliżu pojawiają się przystojni mężczyźni.
- Mamoru Chiba – na początku dokuczał Usagi, potem się w niej zakochał. W Srebrnym Milenium (jeszcze za życia królowej Serenity) był księciem Ziemi o imieniu Endymion.
- Helios (Elios) – strażnik Złotego Kryształu i Eluzjonu przemieniający się w Pegaza. Chroniąc złoty kryształ przed Cyrkiem Martwego Księżyca, ukrywa się w snach Chibiusy. Z czasem zakochuje się w niej z wzajemnością, choć jest ona od niego znacznie młodsza.
- Momoko Momohara – koleżanka Chibiusy.
- Luna – czarna kotka, doradczyni królowej Serenity, obiekt odwzajemnionych uczuć Artemisa. W filmie kinowym S zmienia się w człowieka.
- Artemis – biały kot, doradca królowej Serenity; kocha się w Lunie.
- Diana – szare kociątko, córka Artemisa i Luny z XXX wieku. Mała przyjaciółka Chibiusy oraz jej mentorka.

### Wrogowie
Różnorodność wrogów jest bardzo duża. Większość z nich ma własne uczucia i zachowuje się podobnie do istoty ludzkiej.

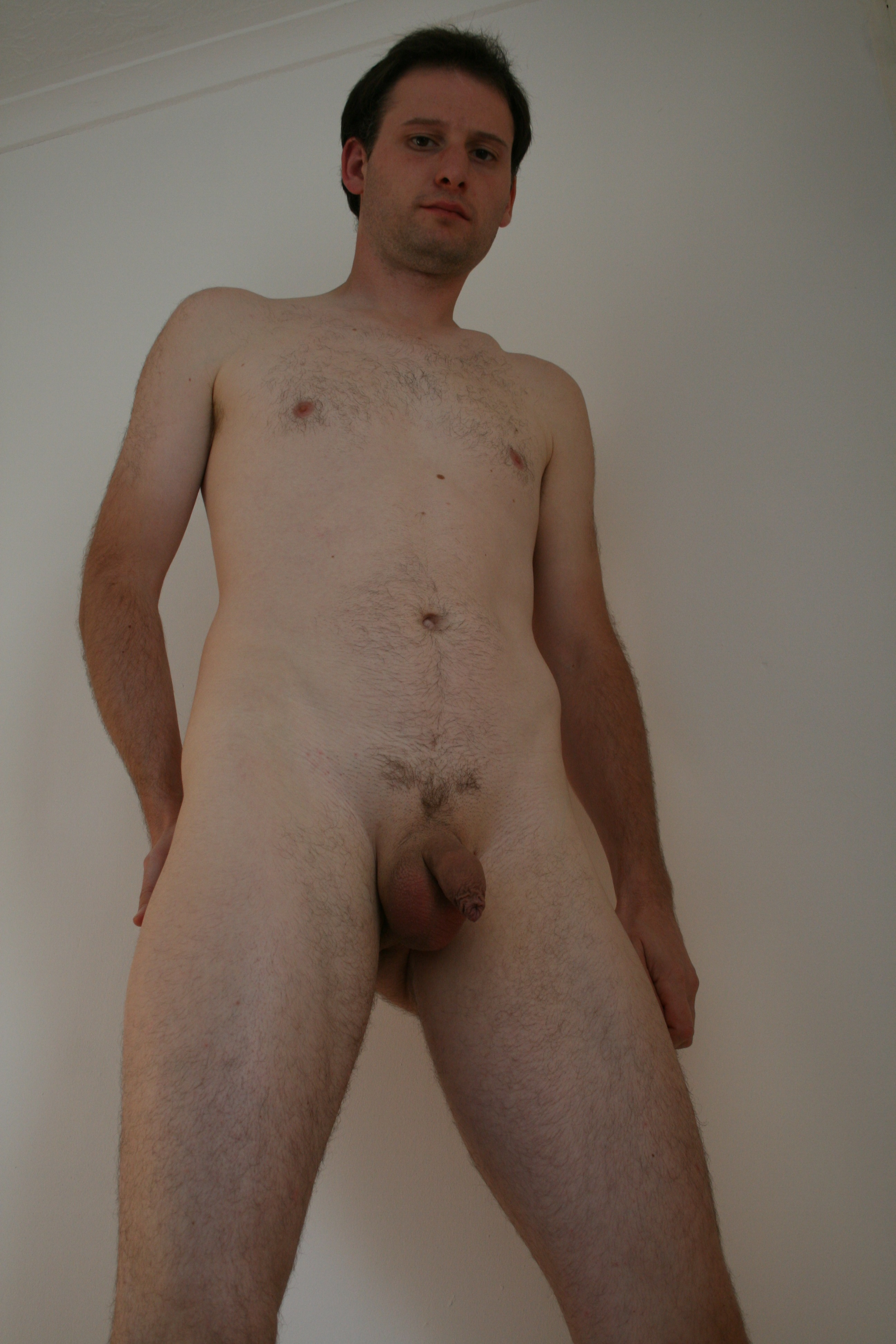
TUXEDO KAMEN-SAMA przybył, aby zniszczyć was, sługusy złej Królowej Beryl! Strzeżcie się!!!

W pierwszej serii poznajemy Królestwo Ciemności na czele z królową Metalią, która pojawia się w 32. odcinku. W roli zastępczyni jest królowa ... wydająca rozkazy swoim generałom: ...
W drugiej serii na samym początku poznajemy pojawiających się jedynie w anime Ali i Ann. Przybyli oni z kosmosu, aby wysłać energię dla swojego świętego drzewa. Następnie wrogami tej samej serii zostaje Bractwo Ciemnego Księżyca z planety Nemesis, których przywódcą jest Death Phantom – pojawiający się jako zakapturzony Mędrzec. Poznajemy także siostry Ayakashi – Beruche, Koan, Petz i Caraberas, którymi dowodzi Rubeus. Po uzdrowieniu przez Czarodziejkę z Księżyca stają się zwykłymi kobietami. Oprócz nich wrogami serii R są: Esmeraude, Saphir, książę Demand oraz zmieniona przed Mędrca Chibiusa tytułująca się jako Black Lady. W filmie R wrogiem czarodziejek zostaje dawny przyjaciel z kosmosu Mamoru, Fiore.
Seria S jest najbardziej mroczną ze wszystkich. Na Ziemi pojawia się Daimon Germatoid który opanowawszy ciało profesora Sōchi Tomoe, ojca Hotaru, chce sprowadzić Pharaoh 90 – istotę z innego wymiaru, Tau Nebula. Pomaga mu w tym jego asystentka Kaolinite, oraz oddane pracownice – Pięć Wiedźm. W filmie kinowym S wrogiem zostaje księżniczka Kaguya ze swoimi śnieżnymi tancerkami.
W serii SuperS głównym wątkiem stają się ludzkie marzenia oraz przyjaźń Chibiusy i Heliosa. Katalizatorem wszystkich zdarzeń jest Królowa Nehelenia chcąca złapać Heliosa a pomagają jej w tym kolejno Amazon Trio oraz Amazoness Quartet pod dowództwem Cyrkonii z Cyrku Martwego Księżyca. Wrogiem w filmie kinowym zostaje królowa Badiyanu, chcąca wciągnąć wszystkich ludzi do trumien snów. Jej pomocnikami są Poupelin, Orangeat, Banane oraz Perle, który jako jedyny nie jest zadowolony z działań swojej władczyni.
Ostatnia seria służy zamknięciu całej historii. Wrogiem jest Galaxia – niegdyś najsilniejsza wojowniczka w galaktyce, opanowana przez Chaos, chce podbić całą galaktykę Drogi Mlecznej poprzez pozbawienie wszystkich jej mieszkańców gwiezdnych ziaren. Pomagają jej przy tym Animamates – Sailor Senshi planet które podbiła: Sailor Iron Mouse, Sailor Aluminum Seiren, Sailor Lead Crow oraz Sailor Tin Nyanko.

## Produkcja
Przed mangą Czarodziejka z Księżyca, Takeuchi opublikowała Hasło brzmi: Sailor V, mangę opisującą przygody Czarodziejki V. Artystka chciała stworzyć ładną serię o dziewczynach w przestrzeni kosmicznej, a pomysł na stroje głównych bohaterek podsunął jej redaktor. Pojawiającymi się motywami serii są m.in. astronomia, astrologia, mitologia grecka, mitologia rzymska, geologia, żywioły japońskie, moda młodzieżowa oraz szkolne wybryki.
W rozmowach między Takeuchi i jej wydawcami pierwotnie przewidziano tylko jedną historię. Fabuła rozwinęła się w spotkaniach na rok przed publikacją, ale po zakończeniu historii Takeuchi została poproszona przez swoich redaktorów, aby kontynuować serię. Wydała dodatkowo cztery kolejne linie fabularne, które często publikowane były równocześnie z pięcioma odpowiadającymi serialami anime, które rozpoczynały swoją emisję z miesięcznym lub dwumiesięcznym opóźnieniem. Takeuchi stwierdziła, że z powodu głównie męskiego personelu produkcji anime, czuła, że adaptacja przybiera "lekko męską perspektywę".
Pierwotnym założeniem Takeuchi było, aby wszystkie główne postacie w końcu umarły, ale jej redaktor sprzeciwił się temu pomysłowi, twierdząc, że "to jest shōjo manga!". Kiedy powstała adaptacja anime, wszystkie bohaterki zginęły, choć później wróciły do życia, a Takeuchi trzymała urazę, że nie pozwolono jej wykorzystać tej sceny w mandze.

## Media

### Manga
Kompletna oryginalna manga obejmuje 52 rozdziały (akty), jak również dziesięć oddzielnych dodatkowych opowiadań. Główna seria mangi ukazywała się w odcinkach w magazynie shōjo Nakayoshi, wydawanym przez Kōdansha, w latach 1991–1995; poboczne historie publikowane były w magazynie Run Run. Wydawnictwo Kōdansha wydało wszystkie rozdziały i poboczne historie w formie książek. Pierwsza edycja ukazywała się, gdy seria była tworzona – od 1992 do 1997 roku – i składała się z 18 tomów ze wszystkimi rozdziałami w kolejności, w której były publikowane w magazynach.
Druga edycja shinsōban była publikowana od 2003 roku równolegle z emisją serii live-action. Kōdansha przegrupowało poszczególne rozdziały zmniejszając liczbę wydanych tomów z 18 na 14 (w tym dwa z pobocznymi opowiadaniami). Nowsza edycja zawierała drobne korekty dialogu i rysunków. Wydanie zyskało także zupełnie nowe okładki i szkice postaci (w tym również postaci wyłącznie z serii live-action).
Pod koniec 1995 roku trzynaście tomów mangi Sailor Moon, wtedy dostępnych, sprzedało się w nakładzie około miliona egzemplarzy, a Japonia wyeksportowała mangę do ponad 23 krajów, w tym Chin, Meksyku, Australii, większości Europy i Ameryki Północnej.
Manga na polskim rynku wydawana była od stycznia 1997 roku do listopada 1999 przez wydawnictwo JPF. W Polsce dostępna jest jedynie osiemnastotomowa edycja, wersja dwunastotomowa nie została wydana. Również w latach 1997–1999 wydawnictwo TM-Semic wydawało anime-komiks (kadry z serialu uzupełnione o „dymki” z dialogami) Czarodziejka z Księżyca, wypuszczając trzydzieści sześć zeszytów po około pięćdziesiąt stron każdy. Po trzydziestym szóstym zeszycie anime-komiks Czarodziejka z Księżyca został wycofany z rynku ze względu na niską sprzedaż i nierentowność.
| Nr | Język japoński       | Język japoński         | Język polski     | Język polski       |
| Nr | Data wydania         | ISBN                   | Data wydania     | ISBN               |
| --- | -------------------- | ---------------------- | ---------------- | ------------------ |
| 1 | 1 lipca 1992         | ISBN 978-4-06-178721-6 | styczeń 1997     | ISBN 83-906786-6-7 |
| Lista rozdziałów - Act 1 Bunny (jap. うさぎ—SAILORMOON Usagi SAILORMOON) - Act 2 Ami – Czarodziejka z Merkurego (jap. 亜美—SAILORMERCURY Ami SAILORMERCURY) - Act 3 Rei – Czarodziejka z Marsa (jap. レイ—SAILORMARS Rei SAILORMARS) - Act 4 Maskarada (jap. Masquerade—仮面舞踏会 Masquerade Kamen Butōkai) - Act 5 Makoto – Czarodziejka z Jowisza (jap. まこと—SAILORJUPITER Makoto SAILORJUPITER) |                      |                        |                  |                    |
| 2 | 1 października 1992  | ISBN 978-4-06-178731-5 | listopad 1997    | ISBN 83-906786-2-4 |
| Lista rozdziałów - Act 6 Taksido (jap. タキシード仮面—TUXEDO MASK Takishīdo Kamen TUXEDO MASK) - Act 7 Mamoru Chiba – Taksido (jap. 地場衛—TUXEDO MASK Chiba Mamoru TUXEDO MASK) - Act 8 Minako – Sailor V (jap. 美奈子—SAILOR V Minako SAILOR V) - Act 9 Serenity – Księżniczka (jap. セレニティ—PRINCESS Sereniti PRINCESS) |                      |                        |                  |                    |
| 3 | 1 kwietnia 1993      | ISBN 978-4-06-178744-5 | grudzień 1997    | ISBN 83-906786-7-5 |
| Lista rozdziałów - Act 10 Moon (jap. MOON—月 MOON Tsuki) - Act 11 Endymion (jap. 再開—ENDYMION Saikai ENDYMION) - Act 12 Reincarnation (jap. 決戦—REINCARNATION Kessen REINCARNATION) |                      |                        |                  |                    |
| 4 | 1 lipca 1993         | ISBN 978-4-06-178753-7 | luty 1998        | ISBN 83-906786-3-2 |
| Lista rozdziałów - Act 13 Petit Etranger (jap. 終結 そして 始まり—Petit etranger Shūketsu Soshite Hajimari Petit etranger) - Act 14 Black Moon Koan – Sailor Mars (jap. ブラック·ムーン·コーアン—SAILORMARS Burakku Mūn Kōan SAILORMARS) - Act 15 Black Moon Beruche – Czarodziejka z Merkurego (jap. ブラック·ムーン·ベルチェ—SAILORMERCURY Burakku Mūn Beruchē SAILORMERCURY) - Act 16 Black Moon Petz – Czarodziejka z Jowisza (jap. ブラック·ムーン·ペッツ—SAILOR JUPITER Burakku Mūn Pettsu SAILORJUPITER)                                        |                      |                        |                  |                    |
| 5 | 1 listopada 1993     | ISBN 978-4-06-178764-3 | marzec 1998      | ISBN 83-906786-8-3 |
| Lista rozdziałów - Act 17 Kalaverite – Czarodziejka z Wenus (jap. ブラックムーン·カラベラス—SAILORVENUS Burakku Mūn Karaberasu SAILOR VENUS) - Act 18 Time Warp – Czarodziejka z Pluto (jap. タイムワープ—SAILORPLUTO Taimu Wāpū SAILOR PLUTO) - Act 19 Kryształ Tokio – King Endymion (jap. クリスタルトーキョー—KING ENDYMION Kurisutaru Tōkyō KING ENDYMION) - Dziennik Chibi-usy (jap. ちびうさ絵日記(番外編) Chibi Usa Enikki (Bangaihen)) |                      |                        |                  |                    |
| 6 | 1 marca 1994         | ISBN 978-4-06-178772-8 | maj 1998         | ISBN 83-906786-4-0 |
| Lista rozdziałów - Act 20 Nemesis – Zagmatwanie (jap. NEMESIS—錯綜 NEMESIS Sakusō) - Act 21 Nemesis – Sekret (jap. NEMESIS—暗躍 NEMESIS Anyaku) - Act 22 Atak – Black Lady (jap. 攻撃—BLACK LADY Kōgeki BLACK LADY) |                      |                        |                  |                    |
| 7 | 30 czerwca 1994      | ISBN 978-4-06-178781-0 | marzec 1998      | ISBN 83-906786-9-1 |
| Lista rozdziałów - Act 23 Wskrzeszenie – Never Ending (jap. 再生—NEVER ENDING Saisei NEVER ENDING) - Act 24 Mugen 1 – Przeczucie (jap. 無限1 予感 Mugen 1 yokan) |                      |                        |                  |                    |
| 8 | 27 października 1994 | ISBN 978-4-06-178790-2 | październik 1998 | ISBN 83-87877-00-X |
| Lista rozdziałów - Act 25 Mugen 2 – Sensacja (jap. 無限2 波紋 Mugen 2 Hamon) - Act 26 Mugen 3 – Dwoje – New Soldiers (jap. 無限3 2人—NEW SOLDIERS Mugen 3 Futari NEW SOLDIERS) - Act 27 Mugen 4 – Czarodziejka z Urana – Haruka Ten-oh Czarodziejka z Neptuna – Michiru Kaio (jap. 無限4 セーラーウラヌス—天王はるか セーラーネプチューン—海王みちる Mugen 4 Sērā Uranusu Ten'nō Haruka Sērā Nepuchūn Kaiō Michiru) - Act 28 Mugen 5 – Czarodziejka z Plutona – Setsuna Meio (jap. 無限5 セーラープルート—冥王せつな Mugen 5 Sērā Purūto Meiō Setsuna) |                      |                        |                  |                    |
| 9 | 1 lutego 1995        | ISBN 978-4-06-178797-1 | grudzień 1998    | ISBN 83-87877-01-8 |
| Lista rozdziałów - Act 29 Mugen 6 – 3 wojowniczki (jap. 無限6 3戦士 Mugen 6 san senshi) - Act 30 Mugen 7 – Przemiana – Super SailorMoon (jap. 無限7 変身—SUPER SAILORMOON „Mugen 7 Henshin SUPER SAILORMOON”) - Act 31 Mugen 8 – Labirynt mugen 1 (jap. 無限8 「無限迷宮」1 Mugen 8 mugen meikyū 1) - Act 32 Mugen 9 – Labirynt mugen 2 (jap. 無限9 「無限迷宮」2 Mugen 9 mugen meikyū 2) |                      |                        |                  |                    |
| 10 | 1 czerwca 1995       | ISBN 978-4-06-178806-0 | styczeń 1999     | ISBN 83-87877-02-6 |
| Lista rozdziałów - Act 33 Mugen 10 – Wielki bezkres (jap. 無限10 ∞—「無限大」 Mugen 10 mugendai) - Ilustrowany pamiętnik Chibiusy (jap. ちびうさ絵日記 Chibiusa enikki) |                      |                        |                  |                    |
| 11 | 3 lipca 1995         | ISBN 978-4-06-178809-1 | luty 1999        | ISBN 83-87877-03-4 |
| Lista rozdziałów - Ukochany księżniczki Kagui (jap. かぐや姫の恋人 Kaguya-hime no koibito) - Wspomnienie o casablankach (jap. カサブランカ·メモリー Kasaburanka memorī) |                      |                        |                  |                    |
| 12 | 1 września 1995      | ISBN 978-4-06-178814-5 | kwiecień 1999    | ISBN 83-87877-04-2 |
| Lista rozdziałów - Act 34 Sen pierwszy – Sen podczas zaćmienia (jap. 夢1—日食ドリーム Dorīmu 1 nisshoku dorīmu) - Act 35 Sen drugi – Sen Merkurego (jap. 夢2—マーキュリー·ドリーム Dorīmu 2 mākyurī dorīmu) - Act 36 Sen trzeci – Sen Marsa (jap. 夢3—マーズ·ドリーム Dorīmu 3 māzu dorīmu) |                      |                        |                  |                    |
| 13 | 1 grudnia 1995       | ISBN 978-4-06-178820-6 | maj 1999         | ISBN 83-87877-05-0 |
| Lista rozdziałów - Act 37 Sen czwarty – Sen Jowisza (jap. 夢4—ジュピター·ドリーム Dorīmu 4 jupitā dorīmu) - Act 38 Sen piąty – Sen Wenus (jap. 夢5—ヴィーナス·ドリーム Dorīmu 5 Vīnasu dorīmu) - Melancholia Mako-chan (jap. まこちゃんのユーウツ Mako chan no yūutsu) - Pierwsza miłość Ami-chan (jap. 亜美ちゃんの初恋 Ami chan no hatsukoi) - Bitwa w szkole Rei i Minako (jap. レイと美奈子の女子高バトル Rei to Minako no joshikō batoru) |                      |                        |                  |                    |
| 14 | 4 marca 1996         | ISBN 978-4-06-178826-8 | czerwiec 1999    | ISBN 83-87877-06-9 |
| Lista rozdziałów - Act 39 Sen szósty – New Soldier Dream (jap. 夢6—ニュー·ソルジャー·ドリーム Dorīmu 6 nyu sorujā dorīmu) - Act 40 Sen siódmy – Sen o Eluzjonie (jap. 夢7—エリュシオン·ドリーム Dorīmu 7 eryushion dorīmu) |                      |                        |                  |                    |
| 15 | 3 lipca 1996         | ISBN 978-4-06-178835-0 | lipiec 1999      | ISBN 83-87877-07-7 |
| Lista rozdziałów - Act 41 Sen 8 – Sen martwego księżyca (jap. 夢8—デッド·ムーン·ドリーム Dorīmu 8 deddo mūn dorīmu) - Act 42 Sen 9 – Sen Ziemi i Księżyca (jap. 夢9—アース アンド ムーン ドリーム Dorīmu 9 aasu ando mūn dorīmu) - Ilustrowany pamiętnik Chibiusy (jap. ちびうさ絵日記 Chibiusa enikki) |                      |                        |                  |                    |
| 16 | 4 września 1996      | ISBN 978-4-06-178841-1 | sierpień 1999    | ISBN 83-87877-08-5 |
| Lista rozdziałów - Act 43 Gwiazdy cz.1 (jap. スターズ1 Sutāzu 1) - Act 44 Gwiazdy cz.2 (jap. スターズ2 Sutāzu 2) - Act 45 Gwiazdy cz.3 (jap. スターズ3 Sutāzu 3) |                      |                        |                  |                    |
| 17 | 4 grudnia 1996       | ISBN 978-4-06-178849-7 | wrzesień 1999    | ISBN 83-87877-09-3 |
| Lista rozdziałów - Act 46 Gwiazdy 4 (jap. スターズ4 Sutāzu 4) - Act 47 Gwiazdy 5 (jap. スターズ5 Sutāzu 5) - Act 48 Gwiazdy 6 (jap. スターズ6 Sutāzu 6) - Ilustrowany pamiętnik Chibiusy (jap. ちびうさ絵日記 Chibiusa enikki) |                      |                        |                  |                    |
| 18 | 2 kwietnia 1997      | ISBN 978-4-06-178858-9 | listopad 1999    | ISBN 83-87877-10-7 |
| Lista rozdziałów - Act 49 Gwiazdy 7 (jap. スターズ7 Sutāzu 7) - Act 50 Gwiazdy 8 (jap. スターズ8 Sutāzu 8) - Act 51 Gwiazdy 9 (jap. スターズ9 Sutāzu 9) - Act 52 Gwiazdy 10 (jap. スターズ10 Sutāzu 10) |                      |                        |                  |                    |

### Anime
Anime Czarodziejka z Księżyca jest koprodukcją TV Asahi, Toei Agency i Toei Animation. Rozpoczęło swoją emisję zaledwie miesiąc po wydaniu pierwszego tomu mangi. Z 200 odcinkami wyemitowanymi od marca 1992 do lutego 1997 roku na kanale TV Asahi Czarodziejka z Księżyca jest jedną z najdłużej trwających serii z gatunku Mahō-shōjo. Anime rozpoczęło bardzo udaną kampanię handlową z ponad 5000 produktów, które przyczyniły się wzrostu do popytu na całym świecie i tłumaczenia na wiele języków. Czarodziejka z Księżyca stała się jedną z najbardziej znanych serii anime na świecie. Ze względu na ponowny wzrost popularności w Japonii seria była retransmitowana od 1 września 2009 roku. Seria zaczęła również retransmisję jesienią 2010 roku we Włoszech, otrzymując zgodę Naoko Takeuchi, która wydała nową grafikę do promowania jej powrotu.
Czarodziejka z Księżyca składa się z pięciu odrębnych części. Tytuły serii to Sailor Moon, Sailor Moon R, Sailor Moon S, Sailor Moon SuperS i Sailor Moon Sailor Stars. Każda seria przybliżeniu odpowiada jeden z pięciu głównych historii z mangi, przedstawiając tą samą ogólną fabułę i prezentując większość z występujących postaci. Powstało także pięć animowanych filmów krótkometrażowych, a także trzy pełnometrażowe: Sailor Moon R – Czarodziejka z Księżyca: Film kinowy, Sailor Moon S – Czarodziejka z Księżyca: Film kinowy i Sailor Moon SuperS – Czarodziejka z Księżyca: Film kinowy.
Seria została wyreżyserowana przez Junichi'ego Satō, Kunihiko Ikuhary i Takuya Igarashi. Projekty postaci powstały pod nadzorem Kazuko Tadano, Ikuko Itō i Katsumi Tamegai, które były również reżyserami animacji. Innymi reżyserami animacji byli także Masahiro Ando, Hisashi Kagawa i Hideyuki Motohashi.
Między mangą i anime wystąpiły zauważalne różnice, w tym radykalna zmiana osobowości Rei Hino, stonowane skupienie się na osobie Mamoru Chiby w późniejszych sezonach, duży nacisk na Sailor Starlights w końcowej serii, zauważalną nieobecność czterech Outer Senshi w sezonie SM SuperS (choć były obecne w czwartej części mangi), usunięcie kilku postaci w tym Sailor Heavy Metal Papillon i Sailor Kakyū, wątek rozstania między Usagi i Mamoru oraz włączenie dodatkowej historii w Sailor Moon R (dotyczącej obcych Makaiju), późne pojawienie się Diany w anime, homoseksualny związek między Zoisite i Kunzite, osobowości sióstr Ayakashi i Witches 5, oraz usunięcie Sailor Cosmos.
6 lipca 2012 roku, na wydarzeniu z okazji 20. rocznicy Sailor Moon, Takeuchi, Kōdansha i zespół Momoiro Clover Z zapowiedzieli ponowną produkcję anime Sailor Moon. Serial rozpoczął nadawanie w lipcu 2014 roku z jednoczesną emisją na całym świecie. Momoiro Clover Z również wykonywały czołówkę MOON PRIDE i końcówkę Gekkō. Nowy serial anime zatytułowany jest Sailor Moon Crystal i składa się z 26 odcinków.
Pierwsza seria anime Sailor Moon, która była transmitowana od kwietnia w japońskiej telewizji na kanale NHK BS Premium, została zremasterowana do wersji HD. Emisja rozpoczęła się 6 kwietnia 2015 roku.

#### Przegląd sezonów
| Sezon             | Sezon | Tytuł                                                     | Odcinki                                                   | Odcinki            | Pierwsza emisja | Pierwsza emisja | Pierwsza emisja               | Pierwsza emisja                  | Pierwsza emisja     |
| Sezon             | Sezon | Tytuł                                                     | Japonia                                                   | Polska             | Premiera sezonu | Finał sezonu    | Premiera sezonu               | Finał sezonu                     | Dystrybucja         |
| ----------------- | ----- | --------------------------------------------------------- | --------------------------------------------------------- | ------------------ | --------------- | --------------- | ----------------------------- | -------------------------------- | ------------------- |
|                   | 1     | Sailor Moon                                               | 1–46 (46)                                                 | 1–44 (44)1–46 (46) | 7 marca 1992    | 27 lutego 1993  | 6 września 19951 grudnia 2011 | 17 kwietnia 199618 stycznia 2012 | PolsatTV4 (seria 1) |
|                   | 2     | Sailor Moon R                                             | 47–89 (43)                                                | 45–87 (43)         | 6 marca 1993    | 12 marca 1994   | 19 kwietnia 1996              | 13 września 1996                 | Polsat              |
|                   | 3     | Sailor Moon S                                             | 90–127 (38)                                               | 88–125 (38)        | 19 marca 1994   | 25 lutego 1995  | 18 września 1996              | 24 stycznia 1997                 | Polsat              |
|                   | 4     | Sailor Moon SuperS                                        | 128–166 (39)                                              | 126–163 (38)       | 4 marca 1995    | 2 marca 1996    | 29 stycznia 1997              | 19 maja 1997                     | Polsat              |
|                   | 5     | Sailor Moon Sailor Stars                                  | 167–200 (34)                                              | 164–197 (34)       | 9 marca 1996    | 8 lutego 1997   | 21 maja 1997                  | 6 sierpnia 1997                  | Polsat              |
| Odcinki specjalne |       |                                                           |                                                           |                    |                 |                 |                               |                                  |                     |
|                   | S1    | Przemieńcie się, Czarodziejki!                            | Przemieńcie się, Czarodziejki!                            | 1                  | 5 grudnia 1993  | 5 grudnia 1993  | 7 sierpnia 2015 (DVD)         | 7 sierpnia 2015 (DVD)            | Anime Eden          |
|                   | S2    | Sailor Moon SuperS: Special                               | Sailor Moon SuperS: Special                               | 3                  | 8 grudnia 1995  | 8 grudnia 1995  | 1998 (VHS)                    | 1998 (VHS)                       | Planet Manga        |
|                   | S3    | Pierwsza miłość Ami                                       | Pierwsza miłość Ami                                       | 1                  | 23 grudnia 1995 | 23 grudnia 1995 | 24 sierpnia 2018 (DVD)        | 24 sierpnia 2018 (DVD)           | Anime Eden          |
| Filmy kinowe      |       |                                                           |                                                           |                    |                 |                 |                               |                                  |                     |
|                   | F1    | Sailor Moon R – Czarodziejka z Księżyca: Film kinowy      | Sailor Moon R – Czarodziejka z Księżyca: Film kinowy      | 1                  | 5 grudnia 1993  | 5 grudnia 1993  | 1998 (VHS)                    | 1998 (VHS)                       | Planet Manga        |
|                   | F2    | Sailor Moon S – Czarodziejka z Księżyca: Film kinowy      | Sailor Moon S – Czarodziejka z Księżyca: Film kinowy      | 1                  | 4 grudnia 1994  | 4 grudnia 1994  | 1998 (VHS)                    | 1998 (VHS)                       | Planet Manga        |
|                   | F3    | Sailor Moon SuperS – Czarodziejka z Księżyca: Film kinowy | Sailor Moon SuperS – Czarodziejka z Księżyca: Film kinowy | 1                  | 12 grudnia 1995 | 12 grudnia 1995 | 1998 (VHS)                    | 1998 (VHS)                       | Planet Manga        |

### Artbooki
Kodansha wydało specjalne artbooki do każdej z pięciu linii fabularnych, zwanych Original Picture Collection. Książki zawierały okładki, materiały promocyjne oraz inne prace wykonane przez Takeuchi. Wielu rysunkom towarzyszą komentarze opisujące, w jaki sposób artystka opracowała swoje pomysły, jak stworzyła każdą ilustrację, a także komentarze dotyczące interpretacji anime jej historii.
Kolejny zbiór ilustracji, Volume Infinity, pojawił się w edycji limitowanej po zakończeniu emisji serii w 1997 roku. Ten samodzielnie opublikowany artbook zawiera rysunki Takeuchi jak i jej przyjaciół, jej pracowników i wielu z seiyū, którzy pracowali przy anime. W roku 1999 Kōdansha wydało Materials Collection; zawierał on ewolucje szkiców i uwagi dla prawie każdej postaci z mangi, a także dla niektórych postaci, które nigdy się w niej nie pojawiły. Każdy rysunek otoczony jest notatkami Takeuchi o specyfice różnych elementów kostiumów, mentalności bohaterów oraz jej szczególne uczucia wobec nich. Obejmuje ona również ramy czasowe dla linii fabularnych oraz dla rzeczywistych wersji produktów i materiałów związanych z anime i mangą.

### Musicale
11 sierpnia 1993 roku miał swoją premierę pierwszy musical oparty na serii Sailor Moon, z Anzą Ōyama w roli tytułowej bohaterki. Od 1993 do 2005 roku powstało 29 musicali (podzielonych na trzy tzw. „stage”). Przedstawione historie ukazywały fabułę inspirowaną serialem anime, jak i oryginalny materiał. Muzyka z serii została wydana na około 20 pamiątkowych albumach. Popularność musicali była podawana jako powód powstania produkcji serialu live-action, Bishōjo senshi Sailor Moon.
Ostatni z musicali, Shin Kaguya Shima Densetsu (Kaiteiban) – Marinamoon Final (jap. 新かぐや島伝説（改訂版） MARINAMOON FINAL) był wystawiany od 2 do 16 stycznia 2005 roku, po czym Bandai oficjalnie wstrzymało produkcję musicali. 2 czerwca 2013 roku Fumio Osano oświadczył, że we wrześniu 2013 roku będzie miał premierę nowy musical La Reconquista, który był wystawiany w AiiA Theater Tokyo od 13 do 23 września 2013 roku. W roli tytułowej bohaterki wystąpiła Satomi Ōkubo.

## Odbiór
Manga Sailor Moon zdobyła Nagrodę Kōdansha Manga w 1993 roku w kategorii shōjo. W 2007 roku, Jason Thompson, autor jednej z największych encyklopedii mang na świecie, przyznał mandze Sailor Moon trzy, na cztery możliwe gwiazdki. Anime także spotkało się z przychylnymi opiniami. W 1993 roku zebrało liczne nagrody i wyróżnienia w Anime Grand Prix, przyznawanym przez magazyn Animage – zwyciężyło w kategoriach: najlepsze anime, najlepszy odcinek (31), najlepsza postać żeńska (Ami Mizuno) oraz najlepsza piosenka (Mūnraito densetsu). W tym samym cyklu, anime uzyskało także: trzecie miejsce w kategorii najlepszy odcinek (24); czwarte miejsce za najlepszą postać męską (Tuxedo Mask); a także drugie, piąte i szóste miejsce za najlepszą postać żeńską (odpowiednio: Usagi Tsukino, Minako Aino i Rei Hino). Rok, później, anime Sailor Moon R, zajęło drugie miejsce. Ponownie zwyciężyło w kategorii najlepsza piosenka (Mūnraito densetsu) i najlepszy odcinek (45). Ponadto zdobyło drugie miejsce za najlepszy odcinek (46) oraz drugie, czwarte i piąte miejsce za najlepszą postać żeńską (odpowiednio Ami Mizuno, Minako Aino, Usagi Tsukino). W roku 1995, Sailor Moon S powtórzyło wyczyn sprzed roku, zdobywając drugie miejsce w kategorii najlepsze anime i pierwsze miejsce za najlepszy odcinek (110). Do tego ponownie zdobyło nagrodę dla najlepszej postaci żeńskiej (Haruka Tenō). Japońska telewizja Asahi, emitująca anime Sailor Moon, zrobiła w latach 2005 i 2006 listę 100 najlepszych anime, gdzie Sailor Moon zajęło odpowiednio 18. i 30. miejsce.

## Tłumaczenie
Umieszczone na Wikipedii polskie wersje tłumaczeniowe zaklęć, przedmiotów i tytułów odcinków pochodzą w większości z tłumaczenia anime dla telewizji Polsat wykonanego przez Agnieszkę Kamińską. Ponieważ tłumaczenie to doczekało się bardzo ostrej krytyki od strony znających oryginalny serial widzów, obok niektórych podawanych powyżej polskich wersji zaproponowane są właściwsze – zdaniem fanów – tłumaczenia.
Błędów nie ustrzegło się również tłumaczenie wydania JPF i TM-Semic, gdzie jednym z bardziej rażących błędów było zapisywanie śmiechu jako ach ach ach.

## Nieścisłości w fabule
Jak w każdej serii, także w Czarodziejce z Księżyca odbiorca może zauważyć wiele nieścisłości w fabule, błędy logiczne oraz irracjonalność niektórych elementów. Do najważniejszych można zaliczyć fakt nierozpoznawania alter-ego danej postaci, gdy dochodzi do spotkania między nią a inną.